# Optical Delusion
Optical Delusion è il decimo album in studio del duo musicale britannico Orbital, pubblicato nel 2023.

## Tracce
1. Ringa Ringa (The Old Pandemic Folk Song) (featuring Mediæval Bæbes) – 4:14
2. Day One (featuring Dina Ipavic) – 5:16
3. Are You Alive? (featuring Penelope Isles) – 7:49
4. You Are the Frequency (featuring the Little Pest) – 4:39
5. The New Abnormal – 5:05
6. Home (featuring Anna B Savage) – 5:18
7. Dirty Rat (with Sleaford Mods) – 5:16
8. Requiem for the Pre-Apocalypse – 5:20
9. What a Surprise (featuring the Little Pest) – 3:51
10. Moon Princess (featuring Coppe) – 4:19